# El Álamo, Villa de Reyes
El Álamo är en ort i Mexiko.   Den ligger i kommunen Villa de Reyes och delstaten San Luis Potosí, i den centrala delen av landet, 300 km nordväst om huvudstaden Mexico City. El Álamo ligger 2 028 meter över havet och antalet invånare är 105.
Terrängen runt El Álamo är huvudsakligen kuperad, men åt nordväst är den platt. Runt El Álamo är det ganska glesbefolkat, med 31 invånare per kvadratkilometer. Närmaste större samhälle är Carranco, 6,0 km öster om El Álamo. Omgivningarna runt El Álamo är i huvudsak ett öppet busklandskap.